# André Lecomte du Noüy
Pour les articles homonymes, voir Lecomte du Nouÿ et Lecomte.
 (janvier 2019).
Si vous disposez d'ouvrages ou d'articles de référence ou si vous connaissez des sites web de qualité traitant du thème abordé ici, merci de compléter l'article en donnant les références utiles à sa vérifiabilité et en les liant à la section « Notes et références ».
André Lecomte du Nouÿ, né le 7 septembre 1844 et mort le 11 novembre 1914 à Curtea de Argeș, est un architecte français, correspondant de l'Académie roumaine. Entre 1880 et 1914, il a été chargé par le roi Carol Ier de la restauration de nombreux édifices religieux, et en particulier du monastère de Curtea de Argeș.

## Biographie
André Lecomte du Nouÿ est le fils de Jules Michel Lecomte et de Félicité Alexandrine du Nouÿ, et frère du peintre français Jean-Jules-Antoine Lecomte du Nouÿ.
Son épouse, Hermine Lecomte du Nouÿ, était une femme de lettres française. Ils eurent un fils, Pierre Lecomte du Nouÿ, mathématicien.